# Therates annandalei
Therates annandalei (лат.) — вид жуков-скакунов рода Therates из семейства жужелицы (Carabidae).

## Распространение
Индия (West Bengal).

## Описание
Длина от 7,2 до 8,2 мм. Тело с металлическим блеском. От близких видов отличается пятном надкрылий с сильно расширенным диском плечевой лунки и желтой вершиной, покрывающей апикальные бугры. Голова блестящая зеленовато-чёрная. Мандибулы желтоватые, зубцы по краю буроватые. Верхняя губа почти одинаковой ширины и длины, желтоватая, с 6 вершинными зубцами и одним боковым зубцом. Губные и максиллярные щупики желтоватые. Наличник голый. Лоб гладкий. Переднеспинка блестящая зеленовато-чёрная, примерно одинаковой длинны и ширины, сужена спереди и сзади. Надкрылья блестящие чёрные с коричневато-жёлтыми отметинами. Брюшная сторона чёрная. Ноги коричневато-жёлтые. Длина эдеагуса 1,5 мм.